# 사요나라의 의미
〈사요나라의 의미〉(일본어: サヨナラの意味 사요나라노이미[*], 안녕의 의미)는 노기자카46의 16번째 싱글이다.

## 개요
전작 〈맨발로 Summer〉로부터 약 4개월 만의 싱글이다.
졸업멤버 하시모토 나나미의 마지막 싱글이다.

## 수록곡

### Type-A
자켓 사진 (표지):하시모토 나나미
CD
1. サヨナラの意味 / 안녕의 의미
(작사: 아키모토 야스시 / 작곡: 스기야마 카츠히코)
2. 孤独な青空 / 고독한 푸른 하늘
(작사: 아키모토 야스시 / 작곡·편곡: aokado)
3. あの教室 / 그 교실
(작사: 아키모토 야스시 / 작곡·편곡: KAWANO MICHIO)
4. サヨナラの意味 off vocal ver.
5. 孤独な青空 off vocal ver.
6. あの教室 off vocal ver.

DVD
1. サヨナラの意味 Music Video
2. 孤独な青空 Music Video
3. 다큐멘터리~안녕의 의미~

### Type-B
자켓 사진 (표지):타카야마 카즈미·사이토 아스카·마츠무라 사유리·니시노 나나세·아키모토 마나츠
CD
1. サヨナラの意味 / 안녕의 의미
2. 孤独な青空 / 고독한 푸른 하늘
3. ブランコ / 그네
(작사: 아키모토 야스시 / 작곡·편곡: Hiro Hoashi)
4. サヨナラの意味 off vocal ver.
5. 孤独な青空 off vocal ver.
6. ブランコ off vocal ver.

DVD
1. サヨナラの意味 Music Video
2. ブランコ Music Video
3. 언더 다큐멘터리~발끝의 저편에~

### Type-C
자켓 사진 (표지):호리 미오나·와카츠키 유미·이쿠타 에리카·시라이시 마이·에토 미사
CD
1. サヨナラの意味 / 안녕의 의미
2. 孤独な青空 / 고독한 푸른 하늘
3. 2度目のキスから / 2번째 키스에서
(작사: 아키모토 야스시 / 작곡·편곡: Akira Sunset, APAZZI)
4. サヨナラの意味 off vocal ver.
5. 孤独な青空 off vocal ver.
6. 2度目のキスから off vocal ver.

DVD
1. サヨナラの意味 Music Video
2. 2度目のキスから Music Video
3. 2016년 노기자카46~여느 때와 다른 여름~전편

### Type-D
자켓 사진 (표지):사쿠라이 레이카·이노우에 사유리·이토 마리카·신우치 마이
CD
1. サヨナラの意味 / 안녕의 의미
2. 孤独な青空 / 고독한 푸른 하늘
3. 君に贈る花がない / 너에게 줄 꽃이 없다
(작사: 아키모토 야스시 / 작곡: Rizz / 편곡: 야마다 류헤이)
4. サヨナラの意味 off vocal ver.
5. 孤独な青空 off vocal ver.
6. 君に贈る花がない off vocal ver.

DVD
1. サヨナラの意味 Music Video
2. 君に贈る花がない Music Video
3. 2016년 노기자카46~여느 때와 다른 여름~후편

### 통상반
자켓 사진 (표지):나카모토 히메카·키타노 히나코·이코마 리나·호시노 미나미
CD
1. サヨナラの意味 / 안녕의 의미
2. 孤独な青空 / 고독한 푸른 하늘
3. ないものねだり / 생떼
(작사: 아키모토 야스시 / 작곡: 마루타니 마나부 / 편곡: 마루타니 마나부, 후쿠다 타카시)
4. サヨナラの意味 off vocal ver.
5. 孤独な青空 off vocal ver.
6. ないものねだり off vocal ver.

## 선발 멤버

### 사요나라의 의미
(센터:하시모토 나나미)
- 3열: 나카모토 히메카, 이노우에 사유리, 신우치 마이, 사쿠라이 레이카, 이코마 리나, 호시노 미나미, 키타노 히나코, 이토 마리카
- 2열: 와카츠키 유미, 마츠무라 사유리, 호리 미오나, 사이토 아스카, 에토 미사, 아키모토 마나츠
- 1열: 타카야마 카즈미, 니시노 나나세, 하시모토 나나미, 시라이시 마이, 이쿠타 에리카

### 고독한 푸른 하늘
- 아키모토 마나츠, 이쿠타 에리카, 이코마 리나, 이토 마리카, 이노우에 사유리, 에토 미사, 키타노 히나코, 사이토 아스카, 사쿠라이 레이카, 시라이시 마이, 타카야마 카즈미, 나카모토 히메카, 니시노 나나세, 하시모토 나나미, 호시노 미나미, 호리 미오나, 마츠무라 사유리, 와카츠키 유미

### 그 교실
- 사이토 아스카, 호리 미오나

### 그네
(센터:테라다 란제)
- 이토 카린, 이토 쥰나, 카와고 히나, 카와무라 마히로, 사이토 치하루, 사이토 유리, 사가라 이오리, 사사키 코토코, 스즈키 아야네, 테라다 란제, 나카다 카나, 노죠 아미, 히구치 히나, 야마자키 레나, 와타나베 미리아, 와다 마야

### 2번째 키스에서
- 아키모토 마나츠, 사가라 이오리, 스즈키 아야네, 와타나베 미리아

### 너에게 줄 꽃이 없다
- 키타노 히나코, 테라다 란제, 나카다 카나, 나카모토 히메카, 호리 미오나

### 생떼부리기
- 하시모토 나나미